# Synagoga w Falenicy
Synagoga w Falenicy – nieczynna synagoga znajdująca się w Falenicy w Warszawie, przy ulicy Bambusowej 9.

## Opis
Synagoga została zbudowana w latach 30. XX wieku przy ul. Nowej.
Podczas II wojny światowej Niemcy zdewastowali synagogę i utworzyli w tej części miejscowości getto dla żydowskiej ludności Falenicy. Murowany z cegły budynek synagogi wzniesiono na planie prostokąta, w stylu nawiązującym do modernizmu. Ortodoksyjni Żydzi faleniccy krytykowali nowoczesny wygląd synagogi.
Po zakończeniu wojny budynek synagogi przebudowano na dom mieszkalny, m.in. nadbudowując go o jedno piętro. Na parterze zachowały się półokrągle zakończone okna.